# Кола (пиће)
Кола (енгл. Cola) јесте заслађено, газирано безалкохолно пиће са укусом ванилиним, циметним, цитрусним и другим аромама. Већина садржи кофеин, који је првобитно потицао из кола ораха, по коме је пиће и добило име, иако се сада користе и други извори. Кола је постала популарна широм свијета након што је фармацеут Џон Пембертон изумио Кока-колу 1886. године. Његов неалкохолни рецепт инспирисан је кока вином фармацеута Анђела Маријанија, које је изумио 1863. године.
Већина данашњих кола садржи карамелну боју, заслађене су шећером и/или високофруктозним кукурузним сирупом. Сада се налази у више различитих брендова. Међу њима, најпопуларнији су Кока-кола и Пепси. Ове двије компаније се такмиче од деведесетих година 19. вијека, али је њихово супарништво појачано од осамдесетих година 20. вијека.

## Ароме
Примарне модерне ароме у напитку кола су цитрусна уља (из коре поморанџе, лимете и лимуна), цимет, ванила и кисела арома. Произвођачи кола напитака додају ароме у траговима како би створили препознатљив укус за сваки бренд. Ароме у траговима могу укључивати широк спектар састојака, као што су зачини попут мушкатног орашчића или коријандера. Киселост често обезбеђује фосфорна киселина, понекад праћена лимунском или другим изолованим киселинама. Кока-колин рецепт се чува као пословна тајна компаније.
Мноштво различитих заслађивача се може користити у коли, често под утицајем локалне пољопривредне политике. Високофруктозни кукурузни сируп (HFCS) се предоминантно користи у Сједињеним Државама и Канади због ниже цене кукуруза који субвенционише влада. У Европи, међутим, HFCS подлеже производним квотама дизајнираним да подстакну производњу шећера; шећер се стога првенствено користи за заслађивање газираних пића. Поред тога, може се користити стевија или вештачки заслађивач; коле „без шећера” или „дијеталне” обично садрже само вештачке заслађиваче.
У Јапану постоји растућа занатска индустрија коле, са малим локалним производним методама и веома јединственим рецептима коле који користе воће, биље и зачине локалног порекла.

## Чиста кола
Током 1940-их, Кока-кола је производила Белу колу на захтев маршала Совјетског Савеза Георгија Жукова.
Чисте коле поново су се производиле током чисте помаме раних 1990-их. Брендови су укључивали Кристал Пепси, Таб Клир и 7 Ап Ајс Кола. Кристал Пепси је више пута поново уведен током 2010-их.
У Данској је популарну прозирну колу направила Задруга FDB 1976. Посебно је била позната по томе што је била „Хипи кола” због фокуса на штетне ефекте које адитив за боје може имати на децу и бојкота мултинационалних брендова. Инспирисана је кампањом о штетним адитивима у Данској од стране еколошке организације NOAH, независног данског одељења Пријатеља Земље. Ово је праћено разним газираним пићима без вештачких боја. Данас је много органских кола доступно у Данској, али из носталгичних разлога, бистра кола је и даље у одређеном степену задржала своју популарност.
У јуну 2018. Кока-кола је представила чисту Кока-колу у Јапану.

## Утицаји на здравље
Једна студија из 2007. показала је да је конзумација кола, како оних са природним заслађивачима тако и оних са вештачким заслађивачима, повезана са повећаним ризиком од хроничне болести бубрега. Сматрало се да је могући узрок фосфорна киселина која се користи у колу.
Једна студија из 2005. године показала је да су сода и заслађена пића главни извор калорија у америчкој исхрани и да је код оних који пију више заслађених пића стопа гојазности била већа. Већина нутрициониста саветује да кока-кола и друга безалкохолна пића могу бити штетна ако се конзумирају прекомерно, посебно за малу децу чија се конзумација безалкохолних пића надмеће са уравнотеженом исхраном, а не надопуњује је. Студије су показале да редовни корисници безалкохолних пића имају мањи унос калцијума, магнезијума, витамина Ц, рибофлавина и витамина А.
Ово пиће је такође изазвало критике због употребе кофеина, који може да изазове физичку зависност (зависност од кофеина), и може да смањи квалитет сна. Показана је веза између дуготрајног редовног уноса коле и остеопорозе код старијих жена (али не и мушкараца). Сматрало се да је то због присуства фосфорне киселине, а утврђено је да је ризик за жене већи код зашећерених и кофеинских кола него код дијететских и безкофеинских варијанти, при чему је већи унос коле у корелацији са нижом густином костију.
Многа безалкохолна пића у Северној Америци су заслађена углавном или у потпуности кукурузним сирупом са високим садржајем фруктозе, а не шећером. Неки нутриционисти упозоравају на конзумацију кукурузног сирупа јер може погоршати гојазност и дијабетес типа 2 више од шећера од шећерне трске.